# Васильев, Макар Васильевич
Макар Васильевич Васильев (23 июля [4 августа] 1889, д. Дубишно, Псковская губерния — 24 октября 1940, Магадан) — советский военачальник во время Гражданской войны.

## Биография
Родился в 1889 году в крестьянской семье. В 1906 году уехал на заработки в Петербург.
В 1910—1912 годах служил в армии. После службы работал литейщиком на русско-балтийском вагоностроительном заводе. В 1914 году окончил школу прапорщиков. Воевал в составе 6-го Сибирского стрелкового корпуса. В 1917 году стал командиром 53-го Сибирского полка, затем — 6-го Сибирского корпуса.
Присягнул советской власти. В феврале 1918 года отвёл часть корпуса на расформирование в город Камышлов Пермской губернии. Стал уездным исполкомом, председателем ВЧК и военкомом Камышловского уезда. Приступил к формированию красных отрядов, которые были вооружены оружием 6-го Сибирского корпуса, а красноармейцы готовились солдатами 6-го Сибирского корпуса.
С июня 1918 года — военрук Камышловско-Шадринского, Тюменско-Омского направлений, формировал 1-й Камышловский и 1-й Крестьянский Коммунистический (Кр. Орлов) полки РККА; участвовал в боях под Камышловом. Один из командиров будущего маршала Филиппа Ивановича Голикова.
С октября 1918 года — начальник Сводно-Уральской, затем 29-й стрелковой дивизии; командир Особой бригады 3-й армии Восточного фронта. Руководил обороной Егоршино, Ирбитского завода, Кушвы, Перми. С августа 1919 года — комендант Екатеринбургского укрепленного района, начальник гарнизона Екатеринбурга. С декабря 1920 года — помощник командующего войсками УралВО. В 1921 году руководил подавлением крестьянского восстания на Урале и в Западной Сибири.
С августа 1926 года — управляющий Ирбитским отделением Сельхозбанка, с 1928 года — заместитель председателя правления Ирбитского окрпромсельхоза. С 1929 года заведовал коммунальным хозяйством Свердловска. С декабря 1930 года — председатель правления Уралкоопсоюза.
26 декабря 1936 арестован, заключён в Верхнеуральскую тюрьму, затем выслан в Магадан. 24 октября 1940 года расстрелян.

## Память
- Именем М. В. Васильева названы улица в Екатеринбурге (улица Начдива Васильева) и в Камышлове (Макара Васильева[2]).